# Dubianaclia distincta
Dubianaclia distincta là một loài bướm đêm thuộc phân họ Arctiinae, họ Erebidae.